# Mokre (gmina w województwie katowickim)
Mokre (do 1954 Śmiłowice) – dawna gmina wiejska istniejąca w latach 1973–1975 w woj. katowickim (dzisiejsze woj. śląskie). Siedzibą władz gminy było Mokre (obecnie dzielnica Mikołowa).
Gmina (zbiorowa) Mokre została utworzona 1 stycznia 1973 w powiecie tyskim w woj. katowickim. W jej skład weszły sołectwa Borowa Wieś, Mokre, Paniowy i Śmiłowice.
1 października 1974 z gminy Mokre wyłączono miejscowość Kolonia Leśna, którą przyłączono do Rudy Śląskiej.
27 maja 1975 gmina została zniesiona, a jej obszar włączony do Mikołowa.